# Nilssonia nigricans
Nilssonia nigricans är en sköldpaddsart som beskrevs av  den brittiske forskningsresanden John Anderson 1875. Nilssonia nigricans ingår i släktet Nilssonia och familjen lädersköldpaddor. Inga underarter finns listade i Catalogue of Life.
Arten finns bara kvar i en damm bredvid ett tempel för Abu Yazid al-Bistami i närheten av staden Chittagong i  Bangladesh.